# Gerrit Boels
Gerrit (ou Gérard) Boels, dont la date de naissance n'est pas connue, mais qui est mentionné dans un acte du 11 octobre 1516, mort le 15 février 1548, est un peintre sur verre de l'école flamande du XVIe siècle. Il réside et vit à Louvain.

## Biographie
Il est le fils de Frédéric Boels (profession inconnue). Il épouse Anne van Caverson, fille de Golin et d'Élisabeth Vander Malen, dite de Thymo avec qui il a sept enfants, dont Pierre et Gérard qui suivent la carrière paternelle. La plus grande partie de son travail, un grand nombre de verrières, est détruite par le temps et aussi par vandalisme lors de certains troubles intérieurs du pays, fréquents à cette époque. Une de ses plus belles verrières est construite pour la grande fenêtre de la façade principale de l'église de l'abbaye de Parc en 1525, représentant l'un des mystères de la Sainte-Vierge. On y voit en bas Ambroise van Engelen, l'abbé de Parc, assisté de son patron. Par la suite, deux autres verrières comportant des scènes de vie de la Vierge sont commandées à Gerrit par ce prélat : l'une pour l'église des Récollets à Louvain, et l'autre pour le couvent Sainte-Catherine à Bréda,.
Il est également l'auteur d'une verrière ornée des armoiries de Croy, conservée dans la salle du grand collège en théologie (le Saint-Esprit à Louvain), suivie des verrières de notre saint père le pape Adrien le sixième avec la souscription suivante en latin: Guilelmo Croyo, cardinali Ambrosius de Angelis, abbas Parchensis posuit amoris quondam mutui symbolum.
Malgré les déboires de ses débuts, Gerrit meurt en laissant sa femme et ses enfants à l'abri du besoin.

## Annexe
- Ressources relatives aux beaux-arts :   - Bénézit
  - ECARTICO
  - RKDartists
- Notice dans un dictionnaire ou une encyclopédie généraliste :   - Biografisch Portaal van Nederland